# Hans falske hustru
Hans falske hustru er en amerikansk stumfilm fra 1919 af Hobart Henley.

## Medvirkende
- Pauline Frederick som Sherwood / Marion Roche
- Thomas Holding som Kingsley Sherwood
- Sidney Ainsworth som LeRoy Scott
- Corinne Barker som Lola Canby
- Percy Challenger